# Mount Bindo
Mount Bindo är ett berg i Australien. Det ligger i regionen Lithgow och delstaten New South Wales, i den sydöstra delen av landet, omkring 110 kilometer väster om delstatshuvudstaden Sydney. Toppen på Mount Bindo är 1 363 meter över havet, eller 278 meter över den omgivande terrängen. Bredden vid basen är 5,3 km.
Trakten runt Mount Bindo är nära nog obefolkad, med mindre än två invånare per kvadratkilometer.. Närmaste större samhälle är Oberon, omkring 15 kilometer väster om Mount Bindo. 
I omgivningarna runt Mount Bindo växer i huvudsak städsegrön lövskog. Genomsnittlig årsnederbörd är 1 149 millimeter. Den regnigaste månaden är februari, med i genomsnitt 214 mm nederbörd, och den torraste är juli, med 26 mm nederbörd.